# 美国宪法第十三修正案

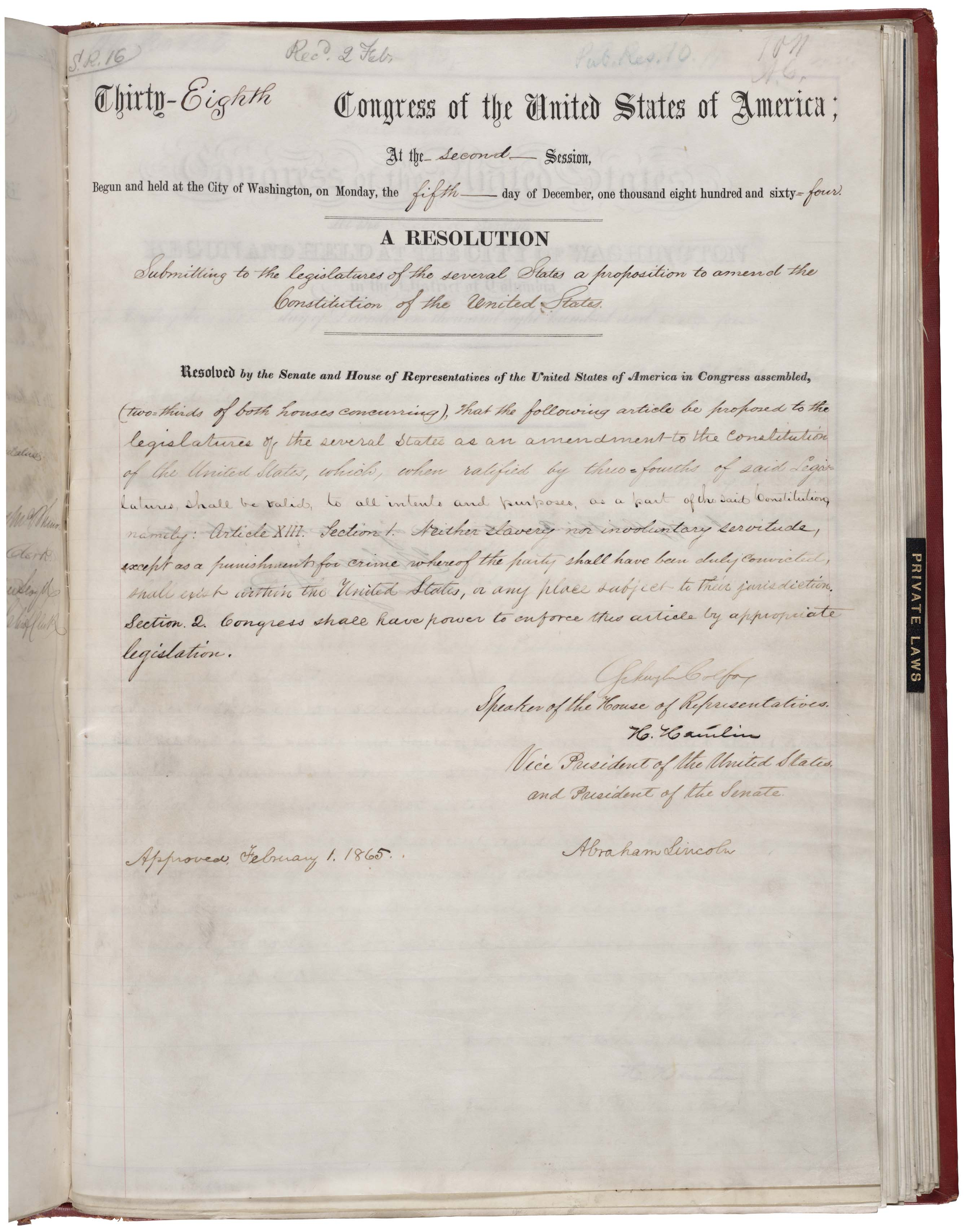
存放在国家档案和记录管理局的第十三修正案，由亚伯拉罕·林肯签署

《美利坚合众国宪法》第十三修正案（英語：Thirteenth Amendment to the United States Constitution）簡稱「第十三修正案」（Amendment XIII），旨在废除奴隶制和强制劳役，除非是“依法判罪的人的犯罪的惩罚”。该修正案于1864年4月8日在联邦参议院以三分之二多数通过，再于1865年1月31日在联邦众议院通过，1865年12月6日获得宪法第五条所规定的四分之三多数州批准生效。1865年12月18日，国务卿威廉·H·苏厄德正式宣布修正案通过，成为南北战争结束后通过的三条重建修正案的第一条。
最初制订的美国宪法中对奴隶制采取了默许的保护态度，如五分之三妥协中规定各州奴隶人口将按五分之三的比例折算成自由人口后用于确认该州在联邦众议院的代表席位数。在第十三修正案以前最后一次有修正案通过已经过去了超过60年时间。虽然许多奴隶已由林肯在1863年的解放奴隸宣言中宣布恢复自由身，但他们战后的地位仍然不明。1864年4月8日，参议院通过了废除奴隶制的修正案。众议院一开始的投票没有通过，但之后还是在林肯政府的竭力推动下于1865年1月31日投票通过。几乎所有的北方联邦州都迅速批准了修正案，多个南北边界以及南方部分“已经重建”的州也予以批准，让修正案成功地在这年结束前通过。
虽然修正案正式废除了全美各地的奴隶制，但诸如黑人法令、白人至上主义者的暴力行为和选择性执法导致非裔美国人继续受到强制劳役，这类情况又尤以南方州为甚。与另外两条重建修正案不同的是，第十三修正案很少在判例法中引用，但也还是用于废除了劳役偿债制和一些基于种族的歧视行为。第十三修正案与第十四和第十五修正案的另一个不同之处在于，这条修正案对个人行为仍然适用，并不局限于国家行为。修正案还允许国会立法打击人口贩卖等现代形式的奴隶制度。

## 内容文本
Section 1. Neither slavery nor involuntary servitude, except as a punishment for crime whereof the party shall have been duly convicted, shall exist within the United States, or any place subject to their jurisdiction.
Section 2. Congress shall have power to enforce this article by appropriate legislation.

中文翻译如下：

第一款　在合众国境内受合众国管辖的任何地方，奴隶制和强制劳役都不得存在，但作为对于依法判罪的人的犯罪的惩罚除外。
第二款　国会有权以适当立法实施本条。

## 美国奴隶制度

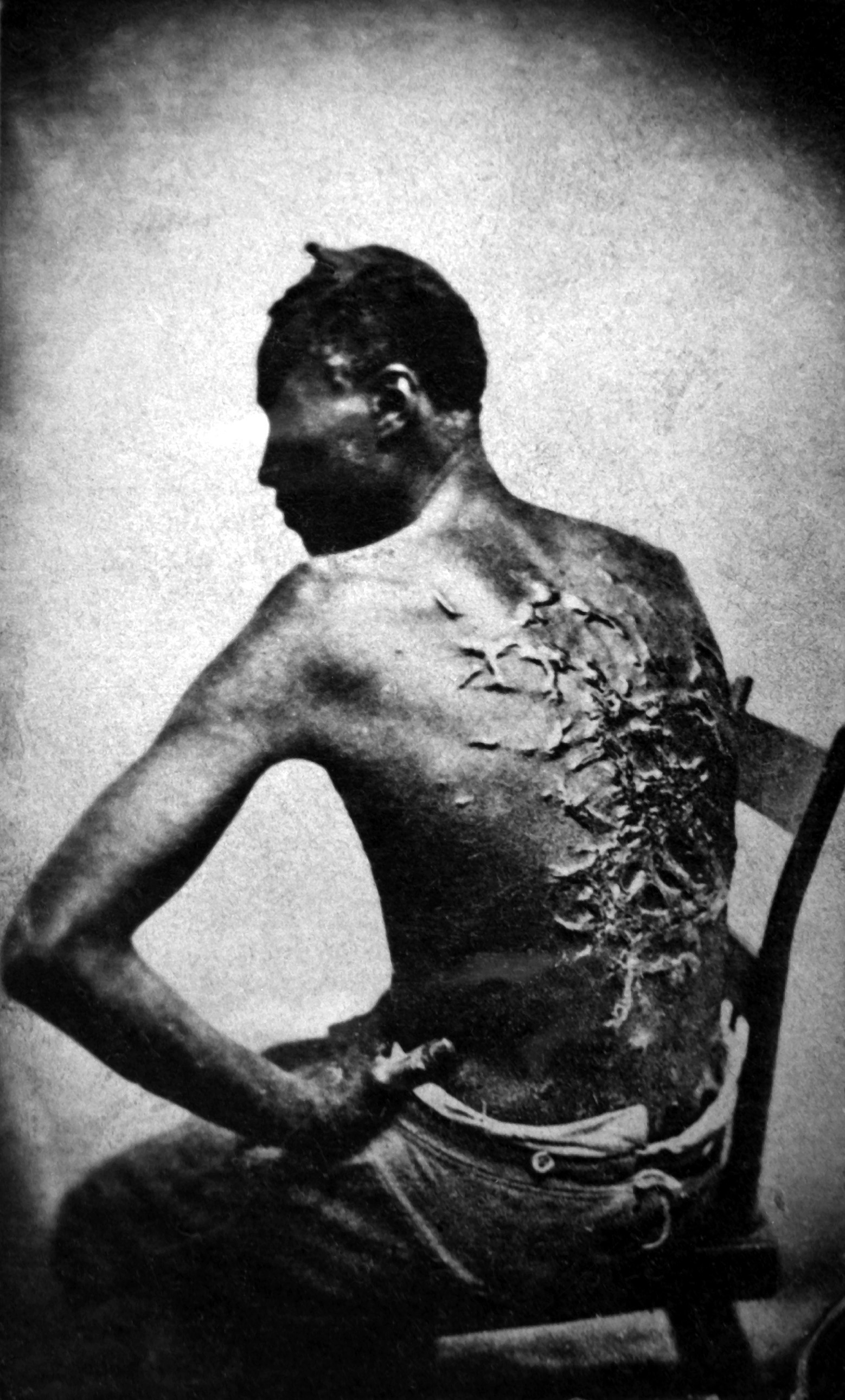
废奴主义宣传照片着重表现了针对奴隶的暴行，这是1863年奴隶哥顿（Gordon）的照片。

美国建国前的13个北美殖民地都存在奴隶制。1787年制订的美国宪法中虽未用到“奴隶制”一词，但包括了多处与其有关的条文。如第一条第二款第3节的五分之三妥协规定众议员名额的分配根据各州“自由人总数加上所有其他人口的五分之三予以确定”，这个“其他人口”就是指奴隶。又如第四条第二款第3节中的劳役逃犯条款规定：“根据一州法律须在该州服劳役或劳动的人，如逃往他州，不得因他州的法律或规章而免除此种劳役或劳动”。第一条第九款还规定国会只有在1808年后才能通过立法禁止“任何一州认为得准予入境之人的迁移或入境”:16。不过在第五修正案中有这样的规定：“无论何人……不经正当法律程序，不得被剥夺生命、自由或财产。”废奴主义者用这条修正案来攻击奴隶制，这也是1857年斯科特诉桑福德案中将奴隶视为财产的法律基础。白人優越主義在当时美国文化上的普遍性也导致无论法律还是实践中奴隶制都获得了支持。
从1777到1804年，所有的北方州都直接或逐步废除了奴隶制，但没有任何一个南方州跟隨，并且其奴隶人口数量还在不断增长，并于1861年达到约400万人的峰值:14-16。由威廉·劳埃德·加里森等人领导的废奴主义运动在北方发展壮大，要求在全国范围内中止奴隶制度，导致南方和北方的关系变得日趋紧张。1836年，联邦众议院制定了反对废奴主义请愿和演讲的堵嘴规则，试图扼杀约翰·昆西·亚当斯和其他废奴主义众议员的主张。认为不同种族应保持隔离的废奴主义者和担心获得自由的前景会助长奴隶叛乱的奴隶主组成了一个名为美国殖民协会的同盟，他们要求将自由的黑人和奴隶通过移民或殖民的方式送回非洲。这一观点得到了包括亨利·克莱在内的多位政治家支持，他们担心废奴主义运动会挑起一场内战:20-22。1818年和1839年，联邦众议员阿瑟·利弗莫尔和约翰·昆西·亚当斯分别提出了淘汰奴隶制的宪法修正案，但都没能赢得足够的支持。
随着美国的继续扩张，新领土上的奴隶制问题成了国家面临的主要问题。南方州认为奴隶属于财产，因此可以像其它任何一种财产那样从一州移至他州:123。1820年的密苏里妥协将密苏里州接纳为一个蓄奴州，缅因州为一个自由州，由此保持联邦参议院的地区平衡。1846年的一项拨款法案中附加了一个威尔莫特但书，其中规定在所有美墨戰爭中获得的土地上禁止施行奴隶制，这一规定多次经众议院投票通过，但都没能经过参议院这关:123，之后的1850年妥协案通过接纳作为自由州的加利福尼亚州暂时化解了这个问题，并设立了一个更强有力的逃奴追缉法，禁止在哥伦比亚特区进行奴隶贸易，并允许新墨西哥州和犹他州在奴隶制问题上自决:59。
虽然有上述的折衷方案，但南方和北方的紧张局势在随后的十年中仍继续激化，这其中还受到了其它多方面因素的影响，包括1852年出版的反奴隶制小说《汤姆叔叔的小屋》:88-91，1854年堪萨斯州废奴主义势力和支持奴隶制势力的对抗:146-150、1857年联邦最高法院在斯科特诉桑弗特案中判定1850年妥协案违宪:170-177，废奴主义者约翰·布朗于1859年试图在哈珀斯费里发起奴隶起义:201-206以及1860年美国总统选举的结果：反对奴隶制的共和党人亚伯拉罕·林肯当选成为新的总统。南方各州在林肯当选几个月后宣布脱离联邦，组建美利堅聯盟國，并随即挑起了南北战争:234-235。

## 通过

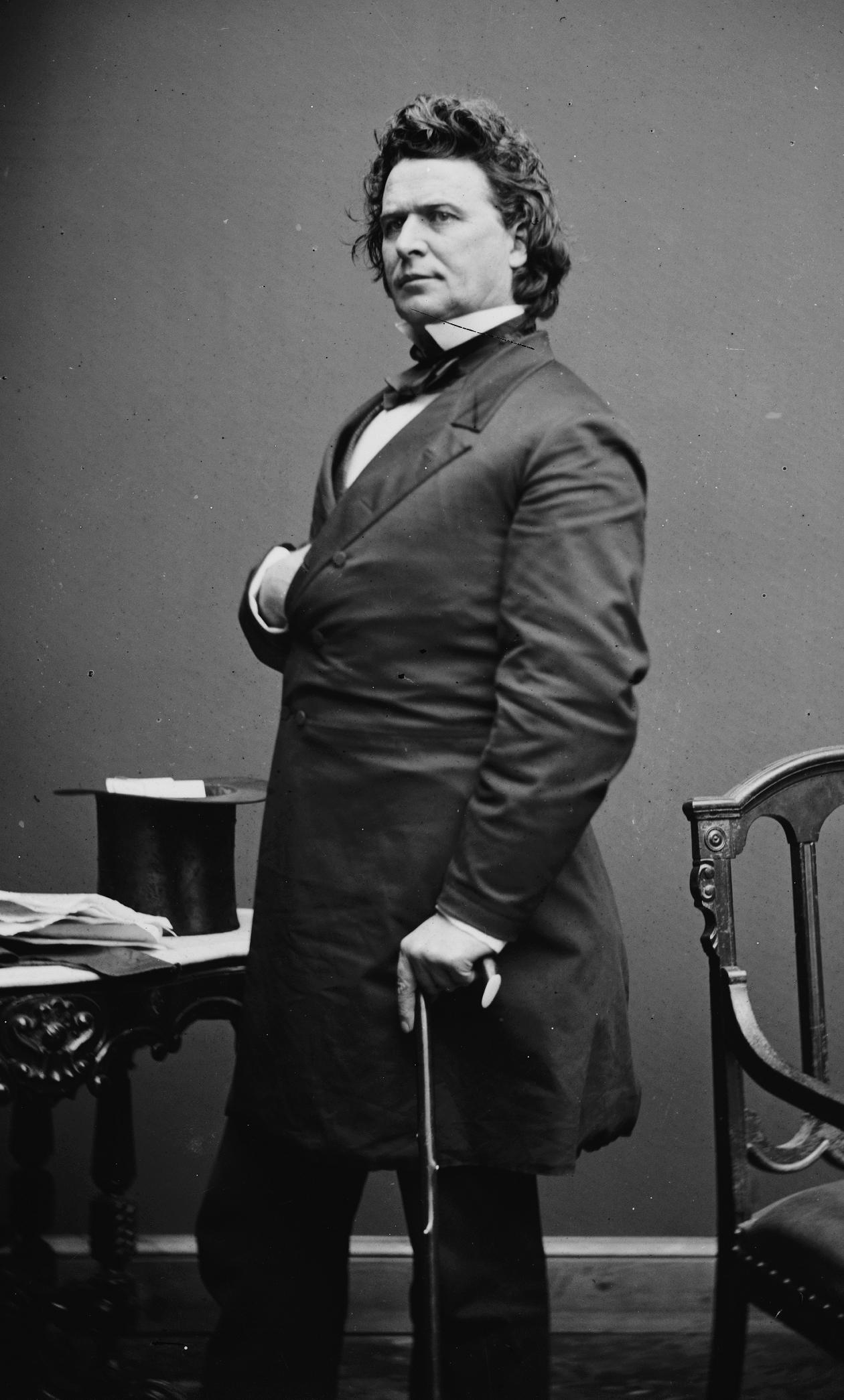
联邦众议员詹姆斯·米歇尔·阿什利于1863年提出了废除奴隶制的修正案

1863年1月1日，林肯利用总统战时所拥有的权力颁布了解放奴隸宣言，宣布南方所有叛乱州的奴隶立即恢复自由，但这并没有对那些选择继续效忠联邦的边界州中的奴隶现状产生影响:558。林肯接着又在1863年12月宣布大赦和重建，承诺只要南方州废除奴隶制，并搜集占其投票人口数10%的效忠誓辞，就给予一个重返联邦的机会:47。南方州没有轻易接受这个机会，其奴隶制的地位仍不明朗。
在内战的最后几年里，北方联邦的国会议员就多种不同的重建提案进行了辩论:48-51，其中一些人提出以宪法修正案来在全国范围内永久性地废除奴隶制。1863年12月14日，来自俄亥俄州的联邦众议员詹姆斯·米歇尔·阿什利提出了一条这样的修正案。艾奥瓦州众议员詹姆斯·F·威尔森也很快提出了类似的提案。1864年1月11日，密苏里州联邦参议员约翰·B·亨德森提交了一份废除奴隶制宪法修正案的联合决议案。由伊利诺伊州参议员莱曼·特朗布尔担任主席的参议院司法委员会开始将各类相关的不同提议合并成修正案。
由马萨诸塞州联邦参议员查尔斯·萨姆纳和宾夕法尼亚州众议员撒迪厄斯·史蒂文斯为代表的共和党激进派希望可以通过一条影响更大的修正案:38-42。1864年2月8日，萨姆纳提交了这样一份修正案草案：
“法律面前，人人平等，任何人都不得将他人当做奴隶。国会有权以适当立法来保证美国境内任何地区对此宣言的执行。”:741-742
萨姆纳试图绕开特朗布尔控制的司法委员会来增加自己提议修正案获得通过的希望，但没能成功。2月10日，司法委员会向参议院提交了一份基于阿什利、威尔森和亨德森草案的修正案。
委员会的版本采用了1787年《西北條例》的措辞，该条例当时主要对如今被称为美國中西部的地区适用，其中规定：“在上述任何地方，奴隶制和强制劳役都不得存在，但作为对于依法判罪的人的犯罪的惩罚除外。”不过，司法委员会采纳亨德森的提议作为新草案基础时也做了一些改动，将其中规定的修正案只需参众两院过半数通过和三分之二的州通过即可生效的规定删除，所以修正案将仍像宪法第五条规定的那样需要两院三分之二多数通过，再由四分之三的州通过。
联邦参议院于1864年4月8日以38票支持，6票反对通过了修正案。但两个月后联邦众议院的投票结果是93票支持，65票反对，距所需的三分之二多数还差13票，议员投票党派之争非常明显，共和党支持，民主党反对:686。前自由土地党候选人约翰·C·弗里蒙特在1864年总统选举中威胁以第三方党派候选人参选反对林肯，不过这一次也站到了支持反奴隶制修正案的立场上。共和党方面虽然有林肯在接受总统候选人提名的信中表示支持修正案，但还是没有形成统一战线:299:624-625。弗里蒙特于1864年9月22日退出了选举，转为支持林肯:639。

### 国会辩论
由于没有南方州代表出席，国会也就没有多少议员从道德或宗教信仰角度来为奴隶制辩护。反对修正案的民主党议员通常是以联邦主义和州权为理由展开辩论:179。一些议员辩称，这样的修正案违背了宪法的精神，已经变成了一场“革命”而不再是一个有效的“修正”了。还有一些反对者警告说，修正案将给予黑人彻底的公民权:10。
共和党议员坚称奴隶制是野蛮的，为了民族进步有必要将之废除:182。修正案的支持者还认为奴隶制对白人也存在负面影响，例如由于需要与强制劳役竞争而不得不接受较低的工资水平，以及在南方要求废除奴隶制的白人所遭受的压迫。支持者声称，终结奴隶制可以恢复蓄奴州以审查和恐吓手段所侵犯的第一修正案等多项宪法权利:10。
北方的共和党人和部分民主党人对废除奴隶制的修正案感到激动，并开始就此召开会议并发布决议:61。许多黑人，特别是南方的黑人，更侧重于把土地所有权和教育视为解放的关键。随着奴隶制开始在政治上显得不能成立，北方的民主党人开始逐渐宣布他们对修正案的支持，其中包括纽约州联邦众议员詹姆斯·布鲁克斯、马里兰州联邦参议员勒维迪·约翰逊和纽约强大的政治机器坦慕尼协会:203。

### 国会通过

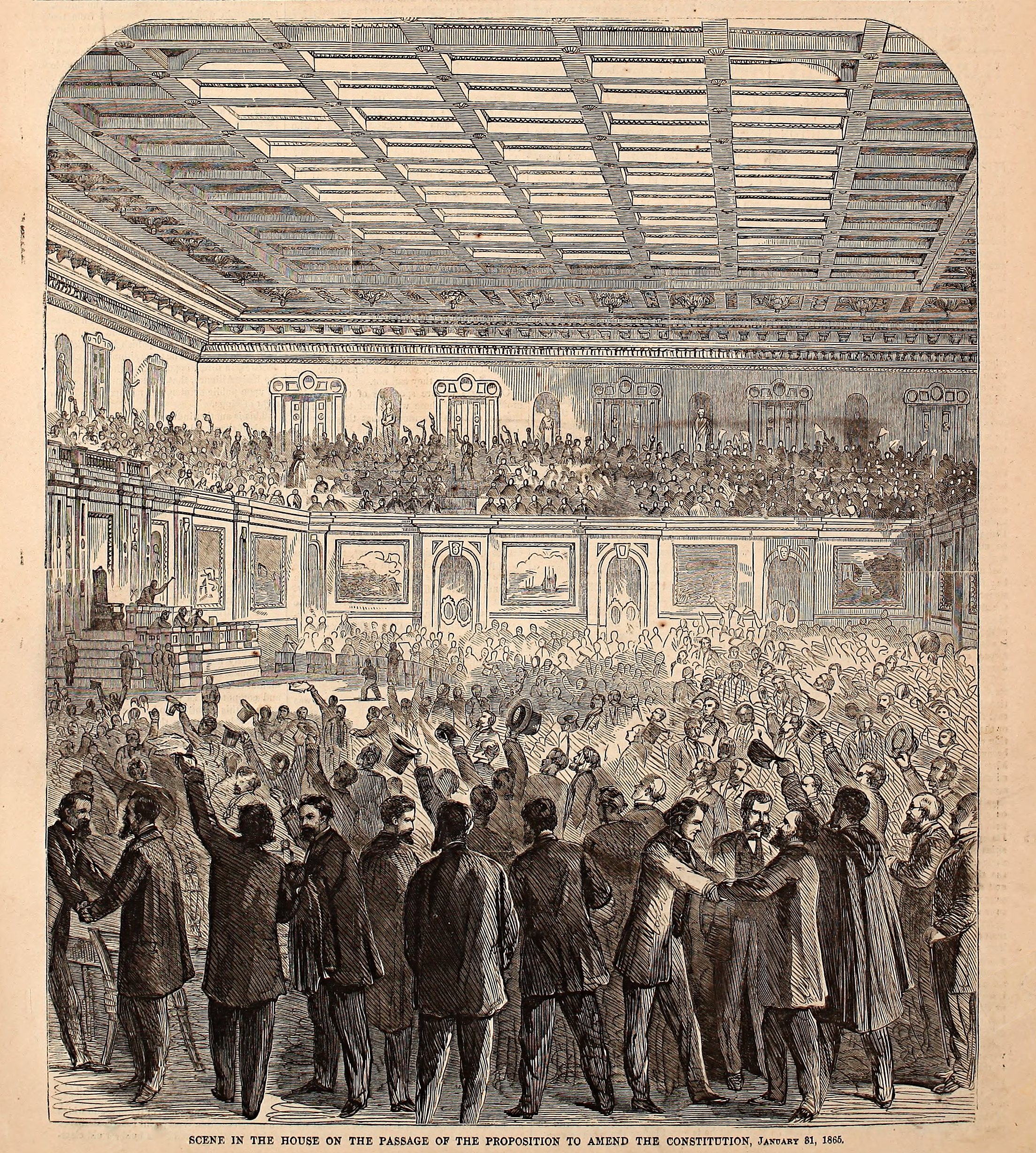
修正案在联邦众议院通过后的庆祝活动

林肯一直担心解放奴隶宣言会遭到推翻，或是在战后失效，因此将宪法修正案视为一个更可靠的解决办法:312-314。由于担心从政治上对自己不利，他对外宣称保持中立。不过，林肯在1864年的党纲中提出用宪法修正案来解决废除奴隶制的问题。赢得1864年美国总统选举后，林肯将第十三修正案的通过当成自己在立法倡议上的头等大事来抓，于国会还处于“跛脚鸭”时期时开始了他的努力:686-687:176-177, 180。民众对修正案的支持率开始攀升，林肯又于12月6日对发表的国情咨文中向国会呼吁，修正案的通过和生效只是时间问题，考虑到所有的因素，这个时间应该是越早越好。
林肯指示国务卿威廉·H·苏厄德和联邦众议员约翰·B·埃利等人使用任何必要的手段来确保修正案通过，这些手段包括承诺政府公职、政治捐款及传出民主党议员有意改变投票立场的消息等:312-313:687。苏厄德有大笔资金直接进行贿赂。重新在众议院提出修正案的阿什利也成功游说了多位民主党议员转为支持:687-689。众议员赛迪斯·史蒂文斯之后对此评价道：“19世纪最伟大的举措是在美国最纯洁的人的协助和教唆下，利用腐败才通过的。”不过，林肯在这场交易中所扮演的确切角色仍然不明。
由于有民意上的支持，共和党人在1864年的国会两院换届选举中再度获胜，修正案通过的胜算因此进一步加大，议员们声称这毫无疑问是人民的意旨。反对派则是由1864年民主党副总统候选人，联邦众议员乔治·H·彭德尔顿带队:688。共和党则将其要求平等的激烈用词淡化，以求获得更多人的支持。为了安抚一些批评人士对修正案会造成现有社会结构分裂的担忧，一些共和党人还明确承诺修正案不会对父权体制构成任何不利影响。
1月中旬，众议院议长斯凯勒·科尔法克斯估计修正案距通过还差5票，阿什利于是推迟了表决:197-198。到了这个节骨眼儿上，林肯强化了对修正案的推动，直接向部分国会议员作出情感性的恳求。1865年1月31日，众议院再次对修正案发起表决，各方均未知鹿死谁手。所有的共和党人都投了赞成票，还有16位民主党人也投了赞成票，修正案最终以119票赞成，56票反对获得通过，刚刚超过所需要的三分之二多数:313。众议院为此爆发了庆祝活动，一些议员当众流下了眼泪:314。黑人自之前一年开始获许旁听众议院的会议，这天许多前来的人们也在旁听席上欢呼:840。
1865年2月1日，林肯在修正案上签字，令第十三修正案成为唯一一条经总统签字并获得通过的美国宪法修正案，之前詹姆斯·布坎南于1861年签置的一条支持奴隶制的修正案最终没能在国会通过。第十三修正案的存档副本上就带有林肯的签名，位于通常由众议院议长和参议院议长签名的位置下方，在日期的后面。2月7日，国会通过决议确认总统的签名是不必要的。林肯共计签置了这条修正案的至少14份纪念性副本，2006年，其中的一份副本以180万美元的价格成交。

### 各州批准

1865年批准修正案
在修正案生效颁布后，于1865至1870年批准
起初驳回修正案，之后于1866至1995年批准
1865年尚不属于美国领地

修正案送至各州立法部门后，大部分北方的州很快就给予了批准，不过特拉华州、肯塔基州和新泽西州没有批准，这三个州在1864年的总统大选中也是民主党候选人乔治·B·麦克莱伦获胜。
这个时候战争尚未正式结束，战败南方各州的法律地位仍然模棱两可。不过南方路易斯安那州、阿肯色州、弗吉尼亚州和田纳西州四州重建政府还是批准了修正案:840。肯塔基州将奴隶制视为对该州战争期间忠于南方邦联的奖励，因此快速而又苦涩地否决了修正案:126-127。
1865年4月，林肯总统被刺杀，由于国会正在休会，继任林肯总统职位的安德鲁·约翰逊开始了一段史称“总统重建”的时期，他亲自监督了北卡罗莱纳州、密西西比州、乔治亚州、德克萨斯州、阿拉巴马州、南卡罗莱纳州和佛罗里达州七个南方州新政府的建立。约翰逊安排自己选中的代表召开政治会议，并极力鼓励他们批准修正案。约翰逊希望能在国会12月开会讨论是否重新接纳南方各州之前完成修正案的批准。
南卡罗莱纳和其他各南方州的白人政治家担心国会可能会利用修正案赋予的执法权力授予黑人选举权。南卡罗莱纳州批准修正案时发布了其诠释性的声明，称“国会任何企图通过立法改变昔日奴隶政治地位或民事关系之举，都将违背美利坚合众国宪法”。阿拉巴马州和路易斯安那州也声称他们对修正案的批准并不意味着赋予联邦改变昔日奴隶地位的权力:48。
随着第39届国会即将召开，苏厄德继续向其它尚未批准的州施压:232。南卡罗莱纳州、阿拉巴马州、北卡罗莱纳州和乔治亚州先后于1865年11和12月批准了修正案，达到内战前已有36个州的四分之三多数标准。所有州批准的具体日期如下：
1. 伊利诺伊州：1865年2月1日
2. 罗德岛州：1865年2月2日
3. 密歇根州：1865年2月3日
4. 马里兰州：1865年2月3日
5. 纽约州：1865年2月3日
6. 宾夕法尼亚州：1865年2月3日
7. 西弗吉尼亚州：1865年2月3日
8. 密苏里州：1865年2月6日
9. 缅因州：1865年2月7日
10. 堪萨斯州：1865年2月7日
11. 马萨诸塞州：1865年2月7日
12. 弗吉尼亚州：1865年2月9日（由临时接管原州政府的北方军政府批准）
13. 俄亥俄州：1865年2月10日
14. 印第安纳州：1865年2月13日
15. 内华达州：1865年2月16日
16. 路易斯安那州：1865年2月17日
17. 明尼苏达州：1865年2月23日
18. 威斯康星州：1865年2月24日
19. 佛蒙特州：1865年3月8日
20. 田纳西州：1865年4月7日
21. 阿肯色州：1865年4月14日
22. 康涅狄格州：1865年5月4日
23. 新罕布什尔州：1865年7月1日
24. 南卡罗莱纳州：1865年11月13日
25. 阿拉巴马州：1865年12月2日
26. 北卡罗莱纳州：1865年12月4日
27. 乔治亚州：1865年12月6日[59]

至此批准的州已经达到全部州数的四分之三，以下各州在修正案通过并颁布后进行了批准：
1. 俄勒冈州：1865年12月8日
2. 加利福尼亚州：1865年12月19日
3. 佛罗里达州：1865年12月28日，并在1869年6月9日重新批准
4. 艾奥瓦州：1866年1月15日
5. 新泽西州：1866年1月23日，该州原于1865年3月16日拒绝了这一修正案
6. 德克萨斯州：1870年2月18日
7. 特拉华州：1901年2月12日，该州原于1865年2月8日拒绝了这一修正案
8. 肯塔基州：1976年3月18日，该州原于1865年2月24日拒绝了这一修正案
9. 密西西比州：1995年3月16日，该州原于1865年12月5日拒绝了这一修正案[59]

苏厄德接受了南卡罗莱纳州和阿拉巴马州对修正案的有条件批准:232，并于1865年12月18日正式宣布修正案已于12月6日（乔治亚州批准当天）通过，乔治亚州是第27个批准的州，进而还确认了所有36个州都是联邦的有效成员。
俄勒冈州和加利福尼亚州于1865年12月中旬批准修正案，佛罗里达州于1865年12月28日批准，艾奥瓦州和新泽西州于1866年1月批准，德克萨斯州于1870年批准，特拉华州1901年批准，肯塔基州在1976年批准，密西西比州议会一直到1995年才批准修正案，并且迟至2013年2月才正式告知联邦注册办公室，完成该州批准修正案的法律程序。

## 效果
第十三修正案从法律上禁止奴隶制和强制劳役，除非是依法对犯罪行为加以惩罚，还修正了宪法正文中对奴隶制的相关规定。虽然肯塔基州的大部分奴隶都已经解放，但仍有6.5至10万人直到12月18日宪法开始生效时才在法律上获得了自由:82。而特拉华州有大量奴隶已经在内战期间逃亡，所以只有约900人从法律上获得了自由:82。
随着第十三修正案在国会通过，共和党逐渐开始担心国会中被民主党主控的南方州议员席位将大幅增长，因为这些州原本大都有较大数量的黑奴。根据原本宪法第一条中的五分之三妥协，每名黑奴按五分之三个自由人计算，而在第十三修正案通过后，所有黑奴都成了自由人，所以无论获得自由的黑人是否会投票，根据各州人口数分配的联邦众议院议席都将出现戏剧性的增长:22:111。共和党希望通过吸纳和保护新增黑人选民的选票来抵消民主党的增长。:22:112

### 南方的政治和经济变革
南方在文化上仍然保留着非常浓郁的种族歧视色彩，留在这些地区的黑人面临着危险的处境。J·J·格里斯（J. J. Gries）在给国会重建委员会的报告中称，南方许多地区有一种先天性的、挥之不去的期望，要将奴隶制以其他的形式重新建立起来，并且由于刚刚获得自由的黑人失去了之前奴隶主出于利益角度对其进行的保护，所以情况可能会更糟。W·E·B·杜波依斯于1935年写道：
即便第十三修正案通过后，奴隶制也没有废除。这400万获得自由的人们大部分还是像解放前一前，在同一个种植园做同一份工作，只不过这份工作因战争及其所带来的剧变有所中断而已。此外，他们的工资也没变，只不过以前的奴隶代码修改成了姓名。兵营中、城市的街道上有着成千上万（以前是奴隶而）逃亡的人，他们无家可归，还要面对贫困和疾病的威胁。除了一些特殊情况外，他们是自由了，但没有土地，没有钱，没有身份，也没有任何保护
正式的解放并没有改变留在南方大多数黑人的经济状况。由于修正案仍然允许用强制劳役来惩罚犯罪行为，南方各州于是开始制订一系列环环相扣的法律来让黑人沦为刑事罪犯:53。这些在黑人获得解放后通过或更新的法律被统称为黑人法令:111。密西西比州是第一个通过这类法令的州，这项1865年通过的法律题为《赋予自由民公民权利的法案》（An Act to confer Civil Rights on Freedmen），要求黑人工人在每年1月1日与白人农场主签订合同，否则将面临流浪罪的惩罚:53。黑人如果犯下轻盗窃罪、讲粗话或是在日落后出售棉花，都会被判处强制劳役:100。各州通过了新的，更严格的流浪法，选择性地针对那些没有白人保护的黑人:51-52:53，被定罪的黑人将被卖到农场、工厂、伐木营地、采石场和矿山:6。
1865年11月批准第十三修正案后，南卡罗莱纳州议会立即开始制订黑人法令。该法令针对所有拥有超过一位黑人曾祖辈的人规定了单独的一套法律、惩罚和可以接受的行为准则。根据这样的法令，黑人的宪法权力已所剩无几，并且终身只能做农民或仆人。而对黑人土地所有权所做的限制也将令其经济上永远都处于屈从的地位。
有些州规定了长度没有限制的儿童“学徒”时期:50，有些法律表面看来不是特别针对黑人，而是对农场工人有影响，而绝大部分的农场工人又都是黑人。同时还有多个州通过法律主动防止黑人获得物业:51。
南方企业主开始重新启用一种名叫劳役偿债制的奴役系统，其手下工人为偿还被陷害而借下的贷款被迫无限期地为企业主工作，利用南方的重建，企业主诱捕了南方的很大一部分黑人，令其身陷劳役偿债制中无法自拔。这些工人仍然一贫如洗，还被逼迫从事危险性较高的工作，并进一步在南方吉姆·克勞法的管控下合法地受到限制和迫害。劳役偿债制与奴隶制的不同点在于，前者不是严格的世袭制度，也不允许像后者那样完全把人当成财产来销售。但是，一个人的债务仍然可以进行销售，所以实际效果也和奴隶制的直接销售奴隶类似，整个系统的运作在许多方面都和南北战争前的奴隶制非常相似。

## 国会和行政执行
1866年民权法是国会首度行使第十三修正案赋予的立法权，该法保证了黑人的公民权和平等法律保护，但没有保护投票权。修正案还成为多项自由民管理局法案的授权基础。总统安德鲁·约翰逊否决了这些法案，但国会以绝对多数推翻了他的否决，通过了1866年民权法和第二部自由民管理局法案。:233-234
包括特朗布尔和威尔森在内的法案支持者认为，第十三修正案的第二款授权联邦政府为各州的公民权利立法。其他人对此不同意，认为新出现的不平等与之前奴隶制所导致的不同:1788-1790。由于担心未来反对者会再次试图推翻现有立法，也为国会立法提供更充足的理据，国会和各州增加了进一步的宪法保护：1868年通过的第十四修正案对美国公民作出了定义，并提供平等的法律保护，1870年通过的第十五修正案则保护了黑人的投票权。:23-24
自由民局在部分地区为受黑人法案管制的人们提供一定程度的支持，第十三修正案也是该局在肯塔基州开展工作的法律依据。民权法案则通过允许黑人在联邦法院进行诉讼来绕过地方司法管辖所存在的种族主义行径。:99-100, 105
1870至1871年的执法法和1875年民权法案旨在打击白人至上主义者对黑人的暴力和恐吓行为，同时也部分起到了结束南方黑人奴隶处境的作用:66-67。不过，这些法律的效果由于政治意愿的减弱和联邦政府在南部失去了权威而削弱，特别是在共和党人为保住总统席位而达成1877年妥协结束重建以后。

### 劳役偿债制法
国会通过1867年劳役偿债制法废止了劳役偿债制:1638，特别禁止任何人以任何自愿或被迫的形式以做苦工来偿还任何债务或义务。
1939年，联邦司法部建立了民权分支，主要注重于对第一修正案和劳工权利的保护:1616。第二次世界大战也带来了国内和国外对奴隶制和强制劳役问题越来越多的关注，对极权主义的推敲也逐渐增多:1619-1621。美国力求以打击南方劳役偿债制来提高其在种族问题上的公信力和国际形象:1626-1628。在联邦司法部长弗朗西斯·貝弗利·比德尔的带领下，民权部门援引第十三修正案和重建时期的立法来作为其行动的法律依据:1629, 1635。
1947年，联邦司法部成功检控伊丽莎白·英格尔斯（Elizabeth Ingalls）奴役家仆多拉·L·琼斯（Dora L. Jones）。法院认为琼斯“是一个完全受被告意志操控的人，她没有行动自由，完全是在被告的控制之下进行服务，并且她对被告的服务是被强迫的。”:1668第十三修正案在这一期间受到了的关注大幅增加，但从1954年的布朗訴托皮卡教育局案到1968年的琼斯诉阿尔弗雷德H·梅耶公司案，修正案的风头都远远不及第十四修正案:1680-1683。

### 人口贩运
受到强迫参加劳动的人口贩运受害者通常会受到胁迫，他们都受美国法典第18条的保护。
- 美国法典第18条第241款（Title 18, U.S.C., Section 241）——阴谋侵犯权利罪中规定，任何人如果阴谋损害、欺压、威胁或恐吓任何人由宪法或美国法律保障的权利或特权，可以处以10年以下有期徒刑并处罚金，如果在违反本条的过程中因涉及绑案、性暴力、谋杀而导致受害人死亡，则可以判处十年以上有期徒刑、无期徒刑直至死刑。[90]
- 美国法典第18条第242款（Title 18, U.S.C., Section 242）——执行基于肤色法律剥夺权利案中则规定，任何人执行任何联邦、州或地方的基于肤色剥夺他人宪法或美国法律所保障的权利或特权即为犯罪，可以判处一年以下有期徒刑并处罚金，同时不得根据一人的肤色、种族和国籍为由给予其任何与他人不同等级的惩罚。如果在这一过程中使用、试图使用或威胁使用危险的武器、炸药等方式（强迫他人屈服），可以处以十年以下有期徒刑并处罚金。如果在违反本条的过程中因涉及绑案、性暴力、谋杀而导致受害人死亡，则可以判处十年以上有期徒刑、无期徒刑直至死刑。[91]

#### 联邦司法部定义
劳役偿债制和强制劳役：
劳役偿债制指一个人因为债务支付问题而在非自愿情况下通过劳役来清偿债务的情况。强制劳役指一个人被他人以武力胁迫或是以武力相要胁，亦或被威胁受法律强制手段打击而被迫作他人的奴隶，或是被迫劳役和提供服务。这其中还包括他人使用武力或威胁使用武力亦或威胁通过法律强制手段而造成的“恐惧气氛”下被迫工作。在1911年的贝利诉阿拉巴马州案中，联邦最高法院裁定债役法（指强制他人参加劳役来偿还债务的法律）违反了第十三修正案中禁止强制劳役的规定。
一些学者和法院认为一些个人服务合同在违约补救措施中要求特定履行的做法属于强制劳役的一种形式，不过其他法院和学者批驳了这一看法。在学术界和一些地方司法管辖区，这样的规则较为流行，但从未获得过上级法院的支持。
强迫劳动：
强迫劳动或服务包括：
1. 受到严重的身体约束或伤害的威胁而被迫参加劳动；
2. 以任何计划、方案或模式旨在让人相信，自己如果不参加某些劳动或服务，将会遭到严重的身体约束或伤害；
3. 滥用或威胁滥用法律或法律程序来迫使他人参加劳动。[92][95]

## 司法解读
与另外两条重建修正案不同，第十三修正案很少在之后的判例法中引用。正如历史学家艾米·德鲁·斯坦利（Amy Dru Stanley）所总结的那样：“除了曲指可数的几个推翻劳役偿债制、公然的强制劳役和某些情况下基于种族的暴力和歧视行为的里程碑式判决外，第十三修正案从来都不是权利诉求的一个有力来源。”:735

### 黑人奴隶及其后裔

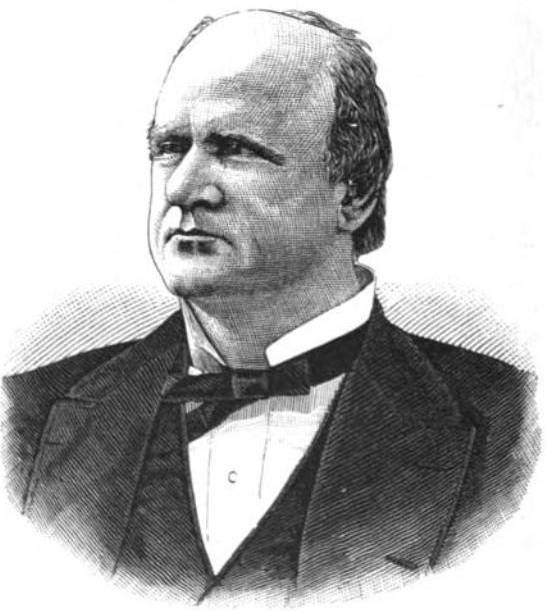
约翰·马歇尔·哈兰因其少数意见中对第十三和第十四修正案的有力支持而以“伟大的异议者”闻名

1866年的美国诉罗德岛州案是有关第十三修正案最早的案件之一，该案考验的是1866年民权法案中有关黑人可以在联邦法院申诉这一规定的合宪性。当时肯塔基州有法律禁止黑人到法庭作证指控白人，所以“非洲种族美国公民”南希·塔尔博特（Nancy Talbot）只能到联邦法院起诉一名对她实施了抢劫的白人。塔尔博特到联邦法院起诉后，肯塔基州最高法院裁定这一联邦法令违宪。担任肯塔基巡回法院法官的联邦最高法院大法官诺亚·斯韦恩推翻了肯塔基州最高法院的判决，认为如果没有民权法中的这一执法手段，奴隶制不会真正被废除。:62-63。而在1867年的一个案件中，美国首席大法官萨蒙·蔡斯下令恢复马里兰州一位前奴隶的自由，这位名叫伊丽莎白·特纳的女子被之前的主人以契约束缚，成为事实上的奴隶:63-64。
在1872年的布莱尤诉美国案中，联邦最高法院受理了另一个有关肯塔基州联邦法院民权法案的诉讼。约翰·布莱尤（John Bylew）和乔治·肯纳德（George Kennard）是两个白人，他们一起造访了住在木屋中的一户姓福斯特的黑人家庭。布莱尤显然因什么事情而对理查德·福斯特（Richard Foster）非常生气，用斧头两次打中对方的头部。然后与肯纳德一起杀死了理查德的母亲莎莉·福斯特（Sallie Foster）和父亲杰克·福斯特（Jack Foster），还杀了其失明的祖母露西·阿姆斯特朗（Lucy Armstrong），重伤了福斯特的两名幼女。肯塔基州法院不允许福斯特的孩子们出庭作证指控布莱尤和肯纳德。但联邦法院依据民权法案授权介入，判处两名被告谋杀罪名成立。最高法院最终以5比2判决福斯特的孩子们也不能在联邦法院作证，因为只有在世的人才能够利用这一法案（意思是原告的家人如果没有死，才能亲自出庭做证，孩子并没有就长辈的谋杀罪作证的权利）。法院这一裁决意味着第十三修正案没有允许联邦政府在谋杀案中进行司法补救。斯韦恩和约瑟夫·P.布拉德利两名大法官投下了反对票，认为第十三修正案如果要产生有意义的影响，就必须应对这类系统性的种族压迫。:64-66
从技术上来说，布莱尤案是一个对州和联邦法院都有约束力的先例，这导致国会由第十三修正案所赋予的权力受到明显削弱。最高法院之后继续坚持这一立场，在1873年的屠宰场案中，法院支持了由州政府保障的白人屠夫垄断地位。在1876年的美国诉克鲁克香克案中，法院无视了巡回法院法官有关第十三修正案为依据的意见，免除了科尔法克斯大屠杀凶手的刑事责任，并裁定1870年执法法无效。:66-67
在1883年的一组民权案件中，最高法院把5个有关1875年民权法案的案件合并审查，该法禁止在“旅馆、地面或水域的公共交通工具、剧院和其它公共娱乐场所”的种族歧视行为。法院认为第十三修正案对大部分非政府行为的种族歧视行径没有约束力。:122大法官布拉德利在多数意见中认为，第十三修正案赋予国会取缔奴隶制的权力，但这种权力对个人行为无效，他还认为第十三修正案中保护的公民基本权力与人们在社会中生活的社会权利有所区别:70。多数意见认为，1875年民权法案将导致有关奴隶制的争论深入到现实生活中的每一个角落，但人们有时候会因为个人生计、工作、业务等方面的需要来作出一些可能会被认为存在歧视的行为，据此而以法律加以限制和惩罚是不妥当的。肯塔基州律师出身的大法官約翰·馬歇爾·哈倫在目睹了有组织的种族暴力活动后改变了自己对民权法案的看法，他在法院唯一的反对意见中称，这种由团体或个人在行使公共或准公共职能时表现出的歧视是一种代表性的奴役制度，国会应当对其加以取缔。:73
在1896年的普莱西诉弗格森案中，普莱西的律师向法院申诉称种族隔离制度从实质上违反了第十三修正案，但最高法院没有接受这一说法，以7比1的投票结果支持了州法律中根据隔离但平等原则强制种族隔离的法律。法院认为，白人和有色人种由于肤色上永远都有显著的区别，仅仅是从法律上加以分隔并不会对两个种族在法律上的平等地位构成威胁，也不意味着强制劳役会重新出现。:162, 164-165哈伦大法官再次写下了自己孤独的异议，称再也不应该用这种所谓“平等”的伪装去继续误导任何人了。:78
在1906年的霍奇斯诉美国案中，法院推翻了一条联邦法规，该法规中对任何两个或更多数目的人阴谋损害、欺压、威胁或恐吓任何人自由行使或享受宪法和美国法律保障的权利或特权的行为提供了惩罚依据。在该案中，阿肯色州的一组白人密谋以暴力手段阻止8名黑人到一家木材厂工作，这些白人被联邦大陪审员定罪。最高法院判决该联邦法规没有第十三修正案的授权。认为这不过是个人行为，不受宪法修正案的限制。哈伦再次写下反对意见，坚持自己有关第十三修正案的保护应当不只是“人身自由”而已。:79-80法院又在1922年的科里根诉巴克利案判决中再次重申了霍奇斯案的意见，称第十三修正案对地役权不适用。
联邦民权法案在南方的实施造就了不计其数的劳役偿债制案件，经历了漫长的司法之路。最高法院在1905年的克莱亚特诉美国案中裁决，劳役偿债制属于强制劳役。法院认为，虽然雇员证词中称，有些工人是自愿签订合同，但劳役偿债制从本质上就是非自愿的。:983

#### 琼斯案及后续
法律史将1968年的琼斯诉艾尔弗雷德·H·迈耶公司案视为第十三修正案判例法的一个转折点:2。最高法院在该案判决认为国会可以“合理”地对个人的种族歧视和强制劳役行为作出限制。琼斯夫妇居住在密苏里州的聖路易斯縣，他们起诉的是当地一家拒绝卖房子给他们的房地产公司。法院的判决是以7比2的投票结果作出的。判决书中称内战结束后用来限制黑人自由行使权利的黑人法令是奴役系统的替代品，将黑人排除在白人社会以外。这种因他人肤色而拒绝其购买房产意向的做法无疑也是奴隶制的遗留。判决书中还表示，无论北方还是南方的黑人公民，都视第十三修正案为自由的保证，这些自由包括他们的来去自由和买卖自由。如果国会连黑人用同样的钱买到和白人同样东西，住在白人能住的房里这样的权利都不能保证，那么修正案也就成了一张白纸。如果国会连做为一个自由公民的这一点权利都保护不了，那么第十三修正案就做出了一个这个国家无法遵守的承诺。这一案件的裁决也就将美国当代社会中的种族主义问题与历史上的奴隶制问题联系了起来:3-4。
琼斯案的先例之后被用来支持国会保护外来务工人员和打击性拐卖活动的行动。第十三修正案的直接执法权与第十四修正案形成了鲜明的对比，后者只能对抗政府行为下的体制性歧视，而前者可以针对个人和团体行为。

### 其他强制劳役案件
对于不是黑人（非裔）后裔美国公民的强制劳役案件，最高法院给予了较为狭隘的解释。在1897年的罗伯逊诉鲍德温案中，几位水手拒绝履行出海义务后被强迫上船，返回后因未履行职责而遭到起诉，依据是一项联邦法律。他们于是向法院起诉，称该法律违反第十三修正案中的强制劳役禁令。法院的多数意见认为，第十三修正案不是用来对这类一直存在特殊性的工作加以干涉的。“在知情和愿意的情况下进入的受束缚状态不能被称为非自愿的”，士兵、海员等工作属于这些特殊性的例外。哈伦大法官像多个案件中一样独自给出了异议，对第十三修正案的保护给予较为宽泛的解释。“一个人立约为他人的私事提供个人服务的情况，从他被迫违背其意愿继续这种服务之时起，就变成了非自愿束缚的情况。”:977
在1918年包括阿维尔诉美国案在内的一系列选择性法律草案案件中，最高法院认为征兵制不属于强制劳役。在1988年的美国诉科兹明斯基案中，最高法院认为以心理胁迫达成的强制劳役不受第十三修正案限制。这一判决将第十三修正案禁止的强制劳役范围限制在：1、以实际武力相威胁；2、以政府实际制订的法律相威胁；3、对未成年人或移民、智商不健全人士进行欺诈或欺骗来加以奴役。
美国联邦上诉法院先后在多个案件中裁决一些高校要求学生提供社区服务后才能毕业的做法不违反第十三修正案。

## 之前提出过的第十三修正案
美国宪法第十二修正案通过后，一直过了超过60年才有了第十三修正案的通过。在这段时间里，国会还曾提出过两条宪法修正案，但均未获得足够州的批准。
- 贵族头衔修正案由联邦参议院1810年4月26日通过，同年5月10日在联邦众议院通过，但一共只得到了12个州的批准。该修正案规定，如果任何一位美国公民接受别国的贵族头衔或是在没有得到国会同意的情况下接受任何别国的报酬，则将被剥夺其公民身份。[121]
- 柯尔温修正案（英语：Corwin Amendment）于1861年2月28日在众议院以三分之二多数通过，再于1861年3月2日在参议院以三分之二多数通过。不过之后只得到了俄亥俄和马里兰两个州的批准[8]:158[122]。该修正案由之后将成为国务卿的威廉·H·苏厄德起草，俄亥俄州联邦参议员托马斯·科温推动。提议禁止国会通过任何法律来取消或限制奴隶制，并且还禁止将来再通过宪法修正案来试图达到这个目的。这条修正案原本是作为一个劝说南方各州不要扯旗选择脱离联邦的妥协方案，但事实证明这没有成功[8]:156。

亚伯拉罕·林肯在他于1861年3月4日发表的首次就职演讲中特别提到了柯尔温修正案，表示对其没有反对意见，称其中的思想已经体现在宪法条文中。:156

## 扩展阅读
- Belz, Herman. Emancipation and Equal Rights: Politics and Constitutionalism in the Civil War Era (1978) online （页面存档备份，存于）
- Holzer, Harold, et al. eds. Lincoln and Freedom: Slavery, Emancipation, and the Thirteenth Amendment (2007) excerpt and text search （页面存档备份，存于）
- Kachun, Mitch. Festivals of Freedom: Memory and Meaning in African American Emancipation Celebrations, 1808–1915 (2003) online （页面存档备份，存于）
- Ripley, C. Peter et al. eds. Witness for Freedom: African American Voices on Race, Slavery, and Emancipation (1993) online （页面存档备份，存于）